# Forro
El forro, sãotomense o en català santomenc és una llengua criolla de base portuguesa parlada pels forros de São Tomé i Príncipe. El seu nom significa "esclau lliure" en portuguès, i procedeix de l'àrab حر hurr, que significa "lliure". L'idioma és també anomenat crioll santomenc. No ha de ser confós amb el portuguès santomense, dialecte portuguès parlat a São Tomé i Príncipe. És parlat per 69 899 persones.

## Història
São Tomé és una illa del golf de Guinea, descoberta pels portuguesos en el segle xv. Estava deshabitada fins llavors, però els portuguesos van usar l'illa com a centre de comerç d'esclaus. A causa del fet que ambdues parts tenien menester de comunicar, es va crear un pidgin. Les llengües de substrat provenen de les llengües bantus i kwa. Aquest pidgin llavors es creolitzà i es va convertir en la llengua materna dels nens que van néixer de pares portuguesos i mares esclaves africanes. Els matrimonis mixts eren acceptats per la Corona Portuguesa, per al manteniment de l'assentament.
A causa de la pressió de França i Països Baixos per obtenir l'illa, molts portuguesos van fugir. També es va tenir en compte que els nens de pares portuguesos i mares negres no eren considerats com a africans o esclaus, sinó que alguns van ser considerats com a ciutadans portuguesos. Aquest mestissatge va fer que sorgissin portuguesos de pell fosca i va ocasionar la declaració de "forro" o llibertat per a un esclau, ja que els pares portuguesos no volien esclavitzar els seus fills. D'aquesta manera, va aparèixer la denominació "forro" que s'aplicava a aquestes persones.

## Característiques
Encara que el forro va tenir (i encara té) un contacte restringit amb el portuguès (vist com un idioma prestigiós), preserva una gran quantitat d'elements dels llenguatges de substrat, més que el crioll capverdià, que preserva pocs trets. Així el 93% del lèxic del forro és d'origen portuguès i vora 7% d'origen africà.
El forro és una llengua criolla basada en el portuguès, que és el llenguatge de superstrat. Els idiomes de substrat venen de les llengües bantus i kwa. Té molta semblança amb el principense (77% del lèxic), angolar (70% del lèxic) i annobonès (62% del lèxic).
El forro és parlat principalment a l'illa de São Tomé; hi ha alguns parlants a l'illa de Príncipe. A causa de la seva gran similitud, l'annabonès d'Annobón a Guinea Equatorial i el principense de l'illa de Príncep, poden ser considerats com a dialectes del forro.
Encara que el crioll saotomense ha tingut (i encara té) un contacte restringit amb el portuguès (vist com una llengua de prestigi), s'ha conservat el major nombre d'elements de les llengües de substrat, més que en els criolls de Cap Verd. Aproximadament 93% del lèxic del forro és portuguès i 7% d'origen africà. La major part de parlants forro també parlen el portuguès no criollitzat. No té una ortografia estandarditzada.
Encara que 98,4% dels habitants de São Tomé parlen portuguès i aquesta és la seva llengua nacional, tradicionalment es diu que el forro és parlat per 85% dels habitants de l'illa de São Tomé, o per 81,7% de la població del país. Tanmateix les xifres oficials del cens estableixen que només 36,2% de la població pot parlar forro, i que el crioll està ara considerablement amenaçat. Si bé no té el prestigi i el valor de comunicació del portuguès a les illes, és la llengua de les xarxes socials pels de 30 anys en amunt i és clar que el contacte continu amb el gran nombre de parlants de portuguès no destrueix el crioll, que molts aprenen quan són adults. La cultura de São Tomé també preserva una barreja única de cultura portuguesa i africana.

## Exemples
Hola: Seja lovadu! (proposat: sejalovadu); del portuguès seja louvado
Bon dia: Bom dja ô (proposat: Bondja o); del portuguès Bom dia
Bona tarda: Bos tadji ô (proposat: Boxtadji o); del portuguès Boa tarde
Bona nit: Boj notxi ô (propuesto: Bojnotxi o); del portuguès Boa noite
¿Com et dius?: Que nomi bo e? (proposat: Ke nomi bo e?); del portuguès Qué nome vosso é ("quin nom vostre és"). En portuguès es diria como se chama?
El meu nom és Pedro: Nomi mu sa Pedro; possiblement del portuguès [O] nome meu é Pedro ("el nom meu és Pedro"). En portuguès es diria chamo-me Pedro.
No tot és derivat del portuguès,
Jo visc a Neves (ciutat de Sao Tomé): Nga-ta Tlaxa. (-ta ve d'"esta" i Tlaxa de "praça", plaça, lloc)